# 意想不到的Confession
《意想不到的Confession》（日语： Masaka no Confession）是日本女子偶像團體AKB48的第65張單曲，於2025年4月2日由日本環球音樂發行。本作的中央位置由當時還是研究生的八木愛月擔任。

## 簡介
本作中心成員由八木愛月初次擔任；也是AKB48史上初次由研究生擔任A面曲Center。
選拔成員人數與前作比減少2名，從18人變為16人。坂川陽香、伊藤百花、花田藍衣為初次進入選抜。其中伊藤及花田為19期生中的初選拔。平田侑希為第63張單曲《美瞳Wink》以來相隔2作回歸選拔。而前作的選拔成員中，下尾美羽、田口愛佳、
德永羚海、長友彩海、橋本惠理子、正鑄真優未進入選拔。
MV導演由前作《戀愛卡住了》的MV導演池田大繼續擔任。拍攝地為舊制松本高等學校（長野縣松本市）。

## 封面寫真
| 初回限定盤 Type A | 「意想不到的Confession」選拔成員16人                                                                           |
| 初回限定盤 Type B | 小栗有以・佐藤綺星・千葉恵里・八木愛月・山內瑞葵                                                               |
| 初回限定盤 Type C | 大盛真歩・小栗有以・倉野尾成美・千葉恵里・向井地美音、村山彩希・山內瑞葵                                       |
| 通常盤            | 秋山由奈・伊藤百花・大盛真歩・倉野尾成美・坂川陽香・千葉恵里・花田藍衣・平田侑希・水島美結・向井地美音・山﨑空 |
| Official Shop盤   | 小栗有以・佐藤綺星・村山彩希・八木愛月・山內瑞葵                                                               |
| 先行音源          | 八木愛月 |

## 選拔成員
以下各曲的參與成員名單，皆以各成員在單曲發行時點的情況為準。

### 意想不到的Confession
（中心成員：八木愛月）
- 正規成員：大盛真步（日语：大盛真歩）、小栗有以、倉野尾成美、坂川陽香、佐藤綺星（日语：佐藤綺星）、千葉惠里、平田侑希、水島美結、向井地美音、村山彩希、山內瑞葵、山崎空
- 研究生：秋山由奈、伊藤百花、花田藍衣、八木愛月

### 櫻花花瓣2025
- 由AKB48現役全體成員演唱。

### 彩希
村山彩希畢業曲
- 正規成員：村山彩希

### 萬里無雲的晴空
「18期研究生」名義
（中心成員：秋山由奈）
- 研究生：秋山由奈、新井彩永、工藤華純、久保姫菜乃、迫由芽實、成田香姫奈、八木愛月、山口結愛

### Skipping stone
「19期・20期研究生」名義
（中心成員：花田藍衣）
- 研究生：伊藤百花、大賀彩姫、奧本凱莉、川村結衣、近藤沙樹、白鳥沙憐、花田藍衣、丸山日向

### 不需要時光機
「Universe Girls」名義
（中心成員：下尾美羽）
- 正規成員：岩立沙穂、太田有紀、下尾美羽、鈴木久留美、高橋彩音、田口愛佳、德永羚海、長友彩海、永野芹佳、橋本陽菜、畠山希美、福岡聖菜、布袋百椛、正鑄真優、武藤小麟

## 註腳